# Вехтово
Ве́хтово (болг. Вехтово) — село в Шуменській області Болгарії. Входить до складу общини Шумен.

## Населення
За даними перепису населення 2011 року у селі проживали 555 осіб.
Національний склад населення села:
| Національність   | Кількість осіб | Відсоток |
| ---------------- | -------------- | -------- |
| турки            | 227            | 41,1%    |
| цигани           | 172            | 31,2%    |
| болгари          | 149            | 27,0%    |
| інша             | 0              | 0%       |
| не визначились   | 4              | 0,7%     |
| Всього відповіли | 552            |          |

Розподіл населення за віком у 2011 році:
Динаміка населення: